# Emil Näsvall

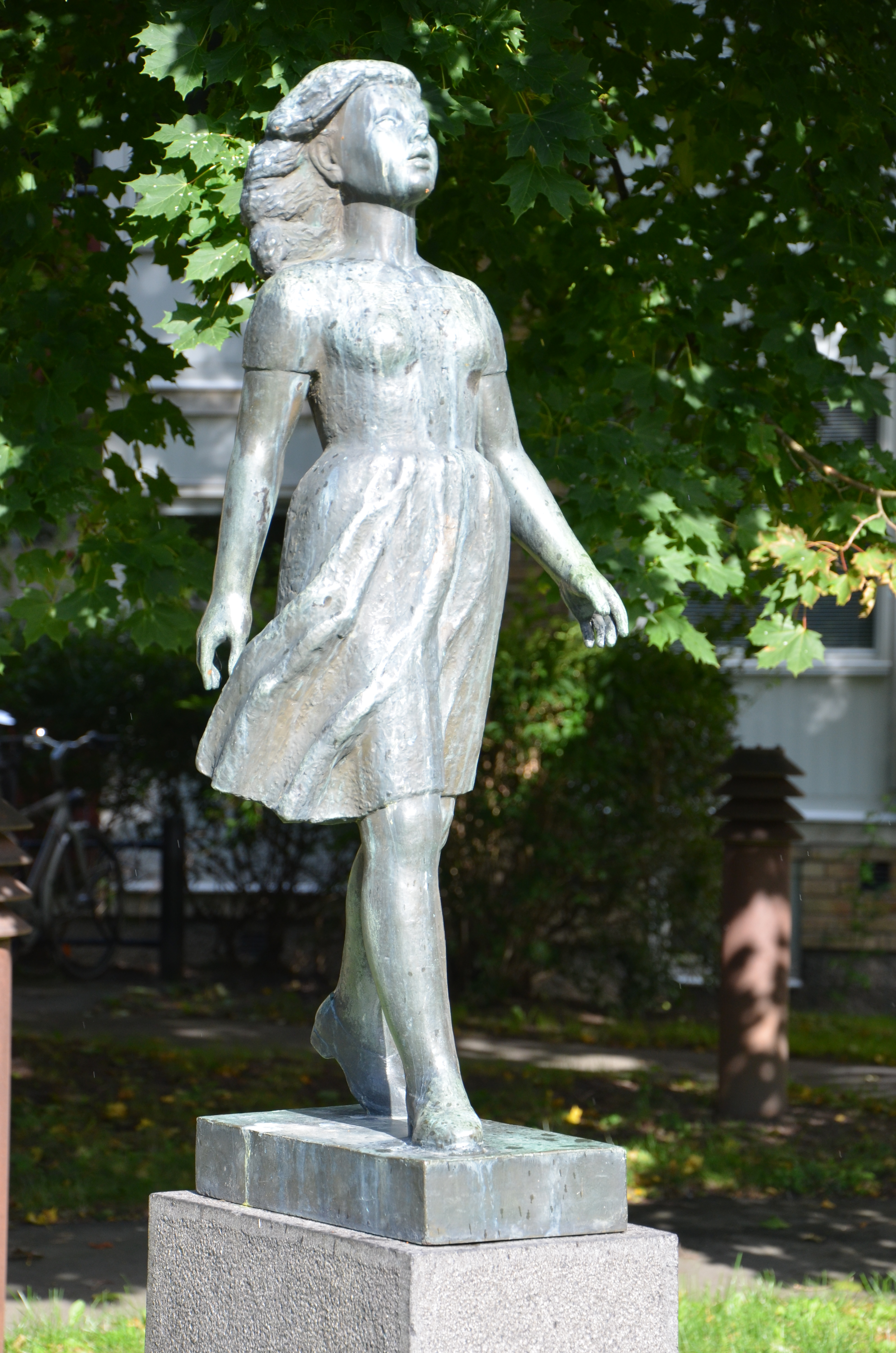
Maj i Danderyd

Emil Näsvall, född 15 augusti 1908 i Ljusnedal, död 6 augusti 1965, var en svensk skulptör.
Emils Näsvall utbildade sig först i Otteströms snickeriverkstad i Östersund, samtidigt som han gick kvällskurser i teckning. Han gick senare i lära hos skulptören Olof Ahlberg i Stockholm och åren 1928–1932 deltog han i kurser på Tekniska skolan och gick ett år på Konstakademien i Stockholm.
En permanent utställning om Emil Näsvall finns i Härjedalens fjällmuseum i Funäsdalen och han är representerad vid bland annat Nationalmuseum i Stockholm.

## Offentliga verk i urval
- byst över Per-Albin Hansson, Folkets Park i Alingsås
- byst över Per-Albin Hansson, brons, 1950, Folkets Park vid Vintervägen i Växjö
- byst över Hjalmar Branting, brons, 1950, Folkets Parks entré, Folkparksvägen i Växjö
- byst över Jussi Björling, brons, Jussi Björlingmuseet i Borlänge
- Maj, brons, August Wahlströms väg i Danderyds kommun, Strykjärnsparken i Söderhamn, Skolparken i Vilhelmina
- Badflickan, Östersund
- Skolflickor, Östersund
- Forbonden, 1952, Brekken kyrka i Røros i Norge
- Säterjäntan, 1954, Funäsdalens kyrka i Funäsdalen
- Skogsarbetare, 1956, Svegs kyrka i Sveg
- Folkvisan, Ljusnedal
- Folkvisan, Kristianstad
- Björkhagsbrunnen, 1963, i Björkhagen i Stockholm

## Bildgalleri

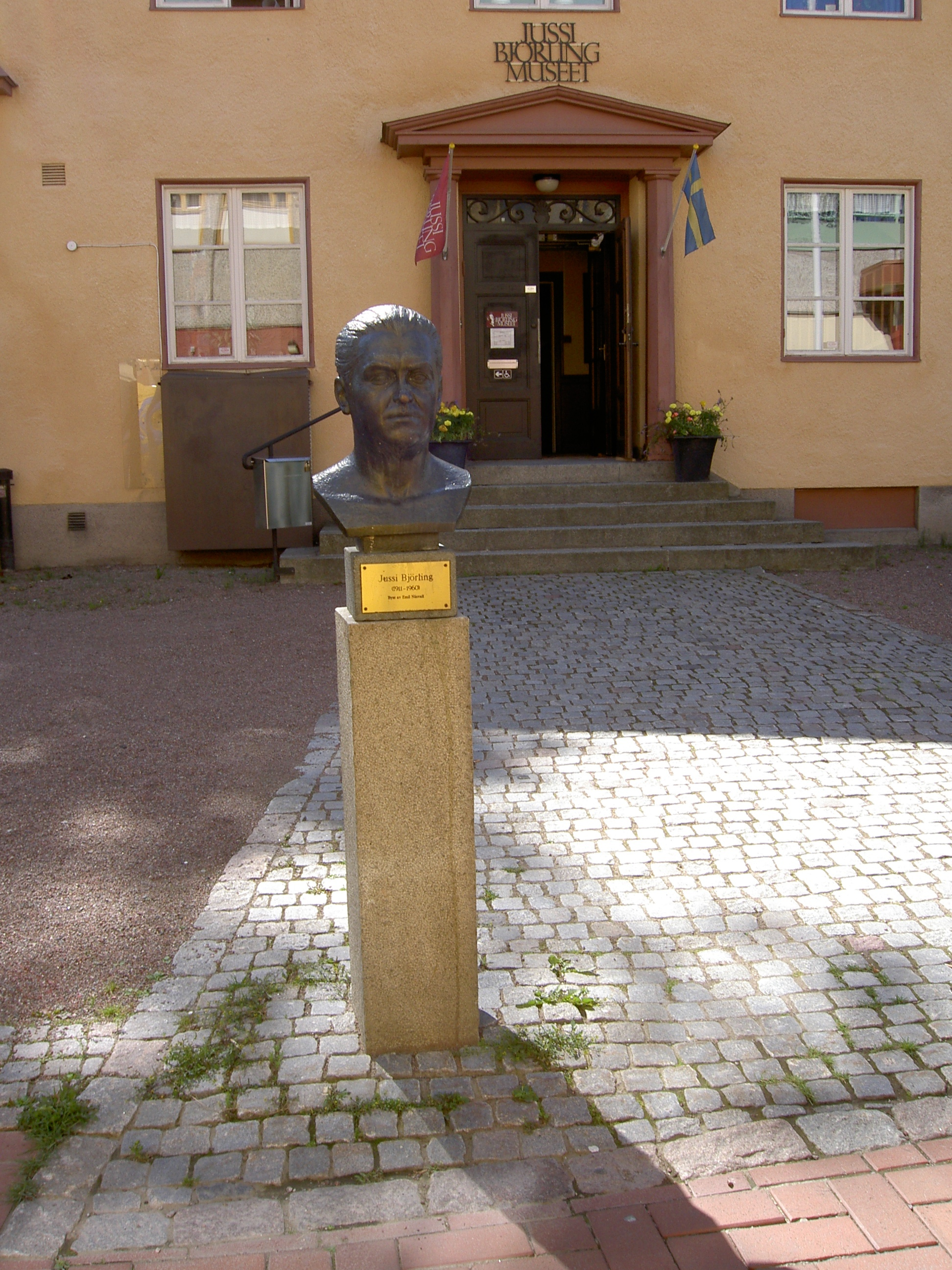
Byst över Jussi Björling i Borlänge
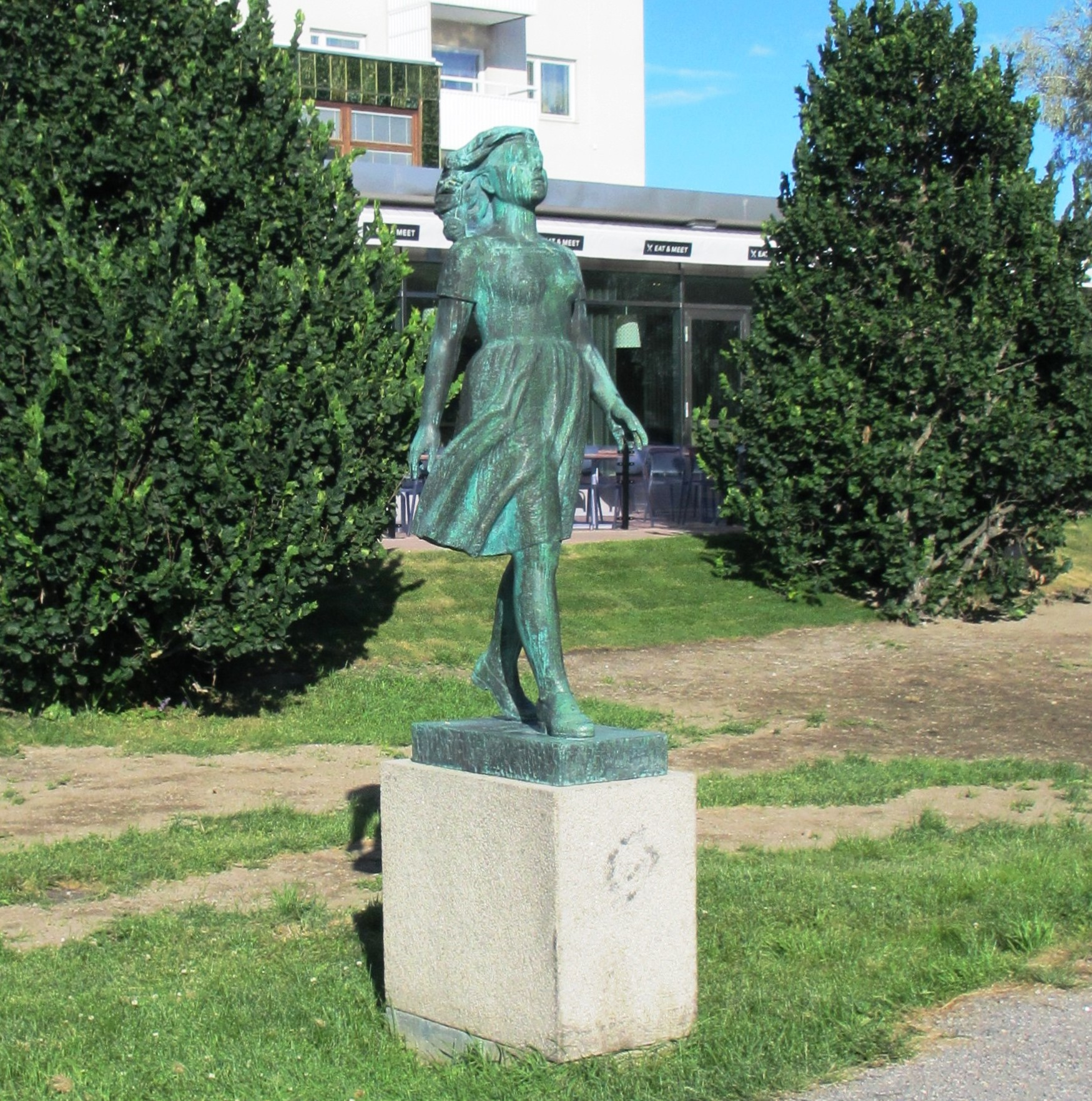
Maj i Strykjärnsparken i Söderhamn
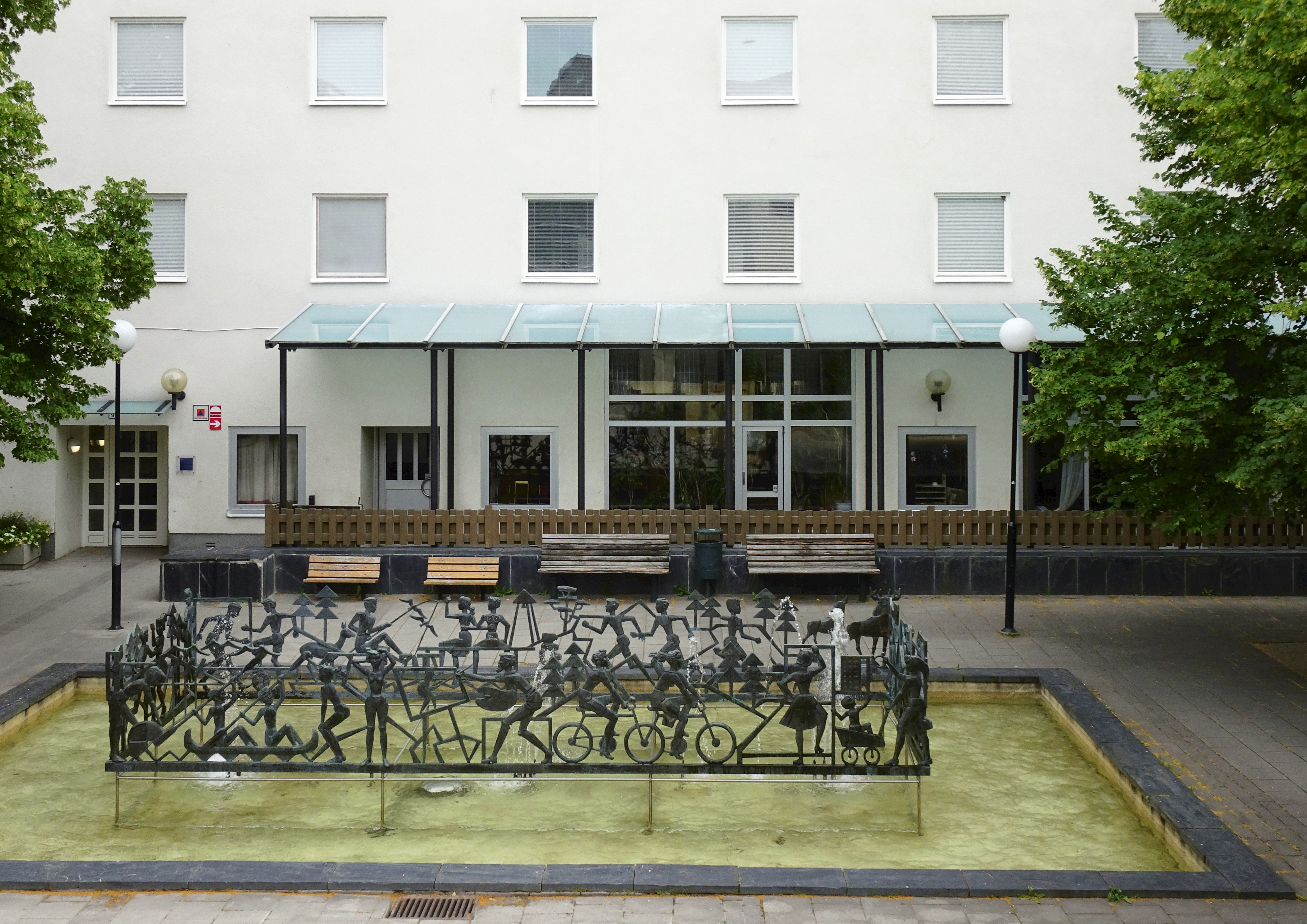
Björkhagsbrunnen i Stockholm